# Trbonje
Trbonje so gručasto središčno naselje v Občini Dravograd. Leži na  zahodnem delu Trbonjskega polja ob severnem vznožju Pohorja. Jedro sestavljajo domačije ob cerkvi sv. Križa. Ob cerkvi je tudi gasilski dom. Trbonjska šola je podružnica OŠ Dravograd. Novi del je nastal v dolini potoka Reke. Trbonjsko polje je kmetijsko zelo izkoriščeno. V Trbonjah je tudi jezero, ki je nastalo ob zajezitvi Drave nad Vuzenico.